# Sdok Kok Thom
Sdok Kok Thom (in thai:สด๊กก๊อกธม, Sadok Kok Thom), o Sdok Kak Thom (nella traslitterazione francese), è un tempio khmer dell'XI secolo, situato nella regione thailandese dell'Isan, circa 34 km a nord-est del confine di stato di Aranyaprathet.

## Descrizione
Il tempio fu costruito da una potente famiglia di religiosi shivaiti di alto rango. La sua importanza deriva principalmente dal ritrovamento nel suo angolo nord-est di una stele di fondazione in arenaria che riporta un'iscrizione, classificata come K.235, fondamentale nel determinare la successione dei sovrani dell'impero Khmer. La sua datazione risale al 1052.
Orientato lungo l'asse ovest-est, il complesso centrale rettangolare di circa 42 per 36 metri ha la forma classica di un recinto murario con gallerie che ospita una torre centrale (prasat) con due librerie sul lato occidentale. Il cortile è attorniato da un fossato cerimoniale. Il complesso è delimitato da una recinzione esterna in laterite di 126 per 120 metri, sulla quale ad est si apre un gopura in arenaria, finemente lavorato. Circa 200 metri ad oriente, collegato al gopura da un lastricato in laterite, c'è il baray del tempio, che misura circa 200x370 m.

## L'iscrizione
Classificata come K.235, l'iscrizione è una composizione di 340 righe in sanscrito e khmer antico scolpite su una stele di arenaria di circa 1,5 m di altezza. La sua esistenza fu resa nota da Étienne Aymonier nel 1884. L'autore presunto è Sadashiva, sacerdote principale del tempio alla fondazione ed appartenente a una famiglia sacerdotale che servì i sovrani khmer per secoli. Ha avuto un'importanza notevole nella ricostruzione storiografica dell'impero Khmer, che regnò in un'ampia area del Sud-est asiatico e che ebbe il centro del suo potere in Angkor. Contiene infatti la successione di dodici sovrani, a partire dal fondatore Jayavarman II, e descrizioni di eventi importanti accaduti durante i loro regni, per quanto in forme di non facile interpretazione, che hanno costituito oggetto di discussione tra gli specialisti per decenni.